# José María Sánchez-Ventura y Pascual
José María Sánchez-Ventura y Pascual, né le 28 septembre 1922 à Saragosse et mort le 22 mai 2017 à Madrid, est un homme politique espagnol, ministre de la Justice dans le Quinzième et dernier gouvernement de Francisco Franco.